# NGC 5268
NGC 5268 – gwiazda o jasności obserwowanej 11,4m, znajdująca się w gwiazdozbiorze Panny. Skatalogował ją Edward Cooper 17 stycznia 1855 roku, podejrzewając ją o posiadanie mgławicy.